# Go Yeong-ho
Go Yeong-ho (kor. 고 영호; ur. 14 marca 1966) – południowokoreański zapaśnik w stylu wolnym. Olimpijczyk z Barcelony 1992, gdzie zajął szóste miejsce w kategorii 68 kg.
Siódme miejsce mistrzostw świata w 1991. Złoty medalista mistrzostw Azji w 1993 i brązowy w 1988. Trzeci w Pucharze Świata w 1988 i czwarty w 1991 roku.